# Clash at the Castle (2024)
Clash at the Castle (2024) (commercialisé sous le nom de Clash at the Castle: Scotland) est un Premium Live Event de catch (lutte professionnelle) produit par la World Wrestling Entertainment, une fédération de catch américaine qui est télédiffusée et visible en paiement à la séance sur le WWE Network. L’événement a eu lieu le 15 juin 2024 au OVO Hydro à Glasgow (Écosse). Il s'agit de la seconde édition de Clash at the Castle.
C'est la cinquième fois que la compagnie organise un PLE en Europe, après SummerSlam en Angleterre, Clash at the Castle au Pays de Galles, Money in the Bank à nouveau en Angleterre et Backlash en France.

## Contexte
Les spectacles de la World Wrestling Entertainment (WWE) sont constitués de matchs aux résultats prédéterminés par les scénaristes de la WWE. Ces rencontres sont justifiées par des storylines – une rivalité avec un catcheur, la plupart du temps – ou par des qualifications survenues dans les shows de la WWE telles que Raw et SmackDown. Tous les catcheurs possèdent un gimmick, c'est-à-dire qu'ils incarnent un personnage gentil (Face) ou méchant (Heel), qui évolue au fil des rencontres. Un événement comme Clash of the Castle est donc un événement tournant pour les différentes storylines en cours,.

### Cody Rhodes (c) contre AJ Styles
Le 4 mai à Backlash, Cody Rhodes, le champion incontesté de la WWE, a conservé son titre en battant AJ Styles. Le 7 juin à SmackDown, les deux catcheurs se bagarrent, car le second a attaqué le premier la semaine passée en faisant semblant d'annoncer son départ à la retraite. The Phenomenal demande un match revanche pour la ceinture au PLE, ce que The American Nightmare accepte en ajoutant la stipulation « I Quit » match.

### Damian Priest (c) contre Drew McIntyre
Le 7 avril à WrestleMania XL, Damian Priest est devenu le nouveau champion du monde poids-lourds de la WWE en battant Drew McIntyre, après avoir encaissé sa mallette sur ce dernier qui venait tout juste de battre Seth "Freakin" Rollins pour la ceinture. Le 13 mai à Raw, le leader du Judgment Day accepte d'accorder un match revanche pour la ceinture à l'Écossais. Quatorze soirs plus tard à Raw, le second révèle au premier que les deux catcheurs se retrouveront au PLE pour le titre.

### Bayley (c) contre Piper Niven
Le 4 mai à Backlash, Bayley, la championne de la WWE, a conservé son titre en battant Naomi et Tiffany Stratton dans un Triple Threat match. Le 7 juin à SmackDown, après la défaite de The Glow et elle face à Chelsea Green et Piper Niven la semaine passée, la championne annonce qu'elle va remettre sa ceinture en jeu contre la catcheuse britannique au PLE.

## Tableau des matchs
| Ordre par numéros                                                                         | Résultat | Stipulation(s)                                                                                  | Temps |
| ----------------------------------------------------------------------------------------- | --- | ----------------------------------------------------------------------------------------------- | ----- |
| 1                                                                                         | Cody Rhodes (c) bat AJ Styles                                                                                     | « I Quit » match pour l'Undisputed WWE Championship                                             | 27:45 |
| 2                                                                                         | The Unholy Union (Alba Fyre et Isla Dawn) battent Jade Cargill et Bianca Belair (c), Shayna Baszler et Zoey Stark | Triple Threat Tag Team match pour les WWE Women's Tag Team Championship                         | 12:10 |
| 3                                                                                         | Sami Zayn (c) bat Chad Gable (avec Otis et Maxxine Dupri)                                                         | Match simple pour le WWE Intercontinental Championship                                          | 22:15 |
| 4                                                                                         | Bayley (c) bat Piper Niven (avec Chelsea Green)                                                                   | Match simple pour le WWE Women's Championship                                                   | 13:30 |
| 5                                                                                         | Damian Priest (c) bat Drew McIntyre                                                                               | Match simple pour le WWE World Heavyweight Championship The Judgment Day est banni du ringside. | 20:20 |
| La lettre C placée entre parenthèses désigne la personne ou l’équipe championne en titre. | |                                                                                                 |       |